# Línia 2 (Metro de São Paulo)
Línia 2 do Metro de São Paulo o Línia 2 Verd (en portuguès: Linha 2 do Metrô de São Paulo) és una línia de ferrocarril de trànsit ràpid del Metro de São Paulo. És famós per passar gran part de la seva camí a través de l'Avinguda Paulista, i actualment compta amb 14 estacions i una longitud de 14,7 quilòmetres. Va ser inaugurat el 25 de gener 1991 i la seva última ampliació es va inaugurar el 21 de setembre de 2010. és una de les línies més modernes del Metro de São Paulo.